# Mendoncia puberula
Mendoncia puberula är en akantusväxtart som först beskrevs av C. Martius, och fick sitt nu gällande namn av Christian Gottfried Daniel Nees von Esenbeck. Mendoncia puberula ingår i släktet Mendoncia och familjen akantusväxter. Utöver nominatformen finns också underarten M. p. micropus.